# Maurizio Lucidi
Maurizio Lucidi (Florencia, 1932-Roma, 2005) fue un director de cine y guionista italiano.

## Biografía

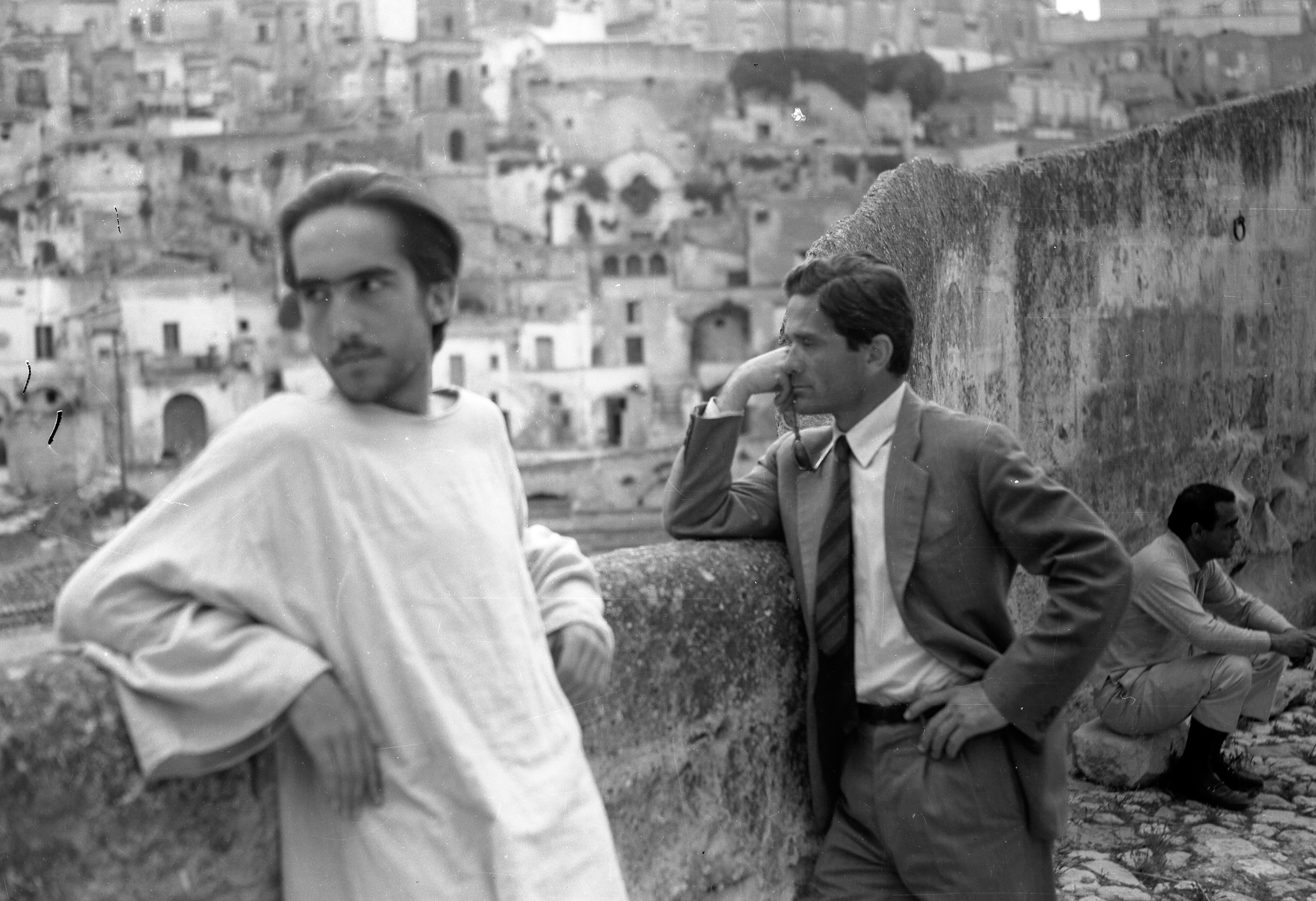
El actor principal de El Evangelio según san Mateo (Enrique Irazoqui), con el director de la película (Pier Paolo Pasolini) y su ayudante (Maurizio Lucidi).

Nacido en Florencia, Lucidi inició su carrera como editor cinematográfico en la década de 1960. En 1964 fue asistente de director para Pier Paolo Pasolini en el filme El Evangelio según san Mateo. Hizo su debut como director en 1966 con El desafío de los gigantes, y a partir de entonces digirió en su mayoría wésterns.

## Filmografía destacada
- El desafío de los gigantes (1966)
- My Name Is Pecos (1966)
- Pecos Cleans Up (1967)
- Halleluja for Django (1967)
- La battaglia del Sinai (1969)
- Probabilità zero (1968)
- It Can Be Done Amigo (1971)
- The Designated Victim (1971)
- Stateline Motel (1973)
- Due cuori, una cappella (1975)
- Street People (1975)
- Il marito in collegio (1977)
- Tutto suo padre (1978)
- Perché non facciamo l’amore? (1981)